# Joel Goldsmith
Joel Goldsmith (Los Angeles, 19 novembre 1957 – Hidden Hills, 29 aprile 2012) è stato un compositore statunitense.

## Biografia
Primo dei sei figli del celebre compositore Jerry Goldsmith, ha composto colonne sonore per il cinema, televisione e per videogiochi.
È morto di cancro il 29 aprile 2012 a 54 anni.

## Opere

### Cinema
- L'uomo laser, regia di Michael Rae (1978)
- Ho perso la testa per un cervello (The Man with Two Brains), regia di Carl Reiner (1983)
- Ricky I, regia di William T. Naud (1988)
- La cosa degli abissi (The Rift), regia di J.P. Simon (1990)
- Moon 44 - Attacco alla fortezza (Moon 44), regia di Roland Emmerich (1990)
- Caccia mortale (Joshua Tree), regia di Vic Armstrong (1993)
- Man's Best Friend, regia di John Lafia (1993)
- Star Trek: Primo Contatto (Star Trek: First Contact) (co-compositore), regia di Jonathan Frakes (1996)
- Kull il conquistatore (Kull the Conqueror), regia di John Nicolella (1997)
- Diamonds, regia di John Mallory Asher (1999)
- Stargate: L'arca della verità (Stargate: The Ark of Truth), regia di Robert C. Cooper (2008)
- Stargate: Continuum, regia di Martin Wood (2008)

### Televisione
- Super Force - serie TV, 8 episodi (1990-1992)
- Brotherhood of the Gun - film TV, regia di Vern Gillum (1991)
- The Untouchables - serie TV, 42 episodi (1993-1994)
- Stargate SG-1 - serie TV, 205 episodi (1997-2007)
- Oltre i limiti (The Outer Limits) - serie TV, 4 episodi (1997-1998)
- Un detective in corsia (Diagnosis: Murder) - serie TV, 7 episodi (1998-1999)
- Più forte ragazzi (Martial Law) - serie TV, 8 episodi (1999-2000)
- Witchblade - serie TV, 18 episodi (2001-2002)
- Helen of Troy - Il destino di un amore (Helen of Troy) - miniserie TV (2003)
- Stargate Atlantis - serie TV, 99 episodi (2004-2009)
- Sanctuary - serie TV, 8 episodi (2007)
- Stargate Universe - serie TV, 40 episodi (2009-2011)

### Videogiochi
- Call of Duty 3 (2006)